# Ibitiruna
Ibitiruna é um distrito do município brasileiro de Piracicaba, sede da Região Metropolitana de Piracicaba, no interior do estado de São Paulo. Segundo o censo demográfico de 2022, realizado pelo Instituto Brasileiro de Geografia e Estatística (IBGE), sua população era de 2 085 habitantes e havia 793 domicílios particulares permanentes ocupados. Foi criado pela lei estadual nº 1.877 de 17 de novembro de 1922. O distrito é formado pela vila de Ibitiruna (sede) e pelo bairro Anhumas (área urbana isolada).

## História

### Origem

#### Ibitiruna
A história de Ibitiruna começa no século XIX com o Barão de Serra Negra, proprietário de uma das grandes fazendas produtoras de café no período da escravidão no Brasil, a Fazenda Serra Negra.
Após a libertação dos escravos, Nathálio Zanotta Sabino comprou essa fazenda, e assim passou a receber os imigrantes italianos e espanhóis, iniciando a formação do povoado de Serra Negra. Esse povoado, que deu origem ao distrito, se desenvolveu ao redor da Capela de Serra Negra.

### Toponímia
O nome Ibitiruna significa na língua tupi Serra Negra (ibiti: montanha ou serra; runa: negra).

### Formação administrativa
- Distrito policial criado em 11 de julho de 1922[7].
- Distrito criado pela Lei nº 1.877 de 17 de novembro de 1922, com sede na povoação de Serra Negra[8][3].

## Geografia

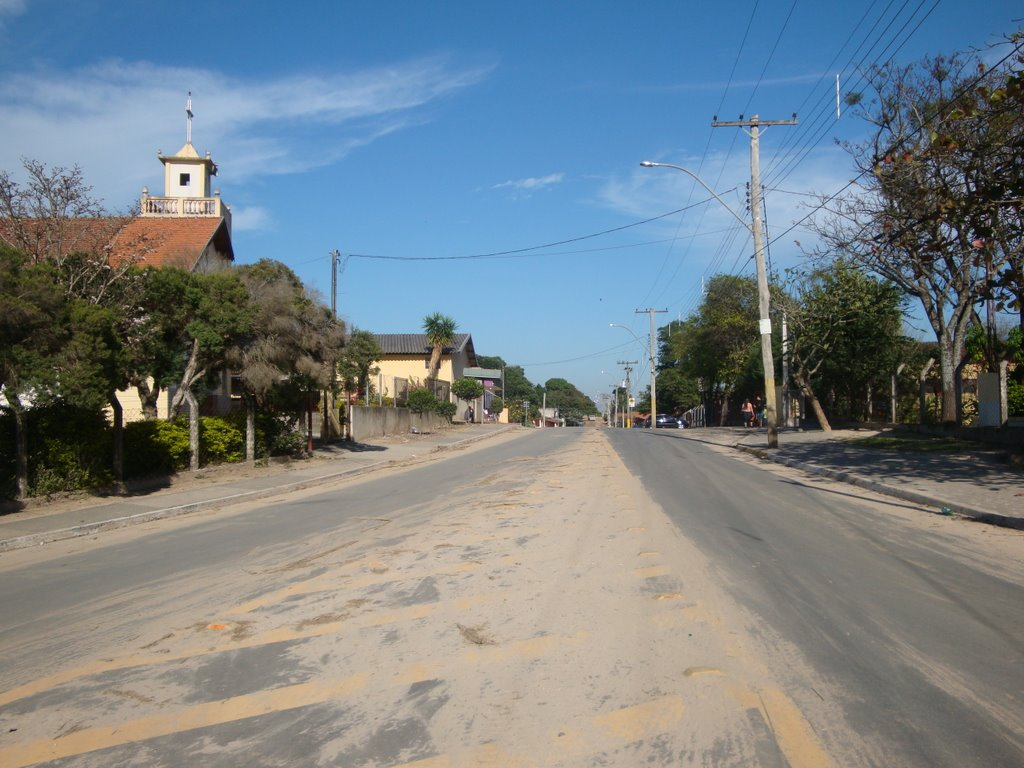
Aspecto local (Anhumas).

### Localização
O distrito de Ibitiruna localiza-se aproximadamente a 45 km do centro de Piracicaba e a 25 km da cidade de Anhembi, com a qual faz limite. 

### Demografia

#### População urbana (Ibitiruna)
| Crescimento população urbana | Crescimento população urbana | Crescimento população urbana | Crescimento população urbana |
| Censo                        | Pop.                         |                              | %±                           |
| ---------------------------- | ---------------------------- | ---------------------------- | ---------------------------- |
| 1934                         | 138                          |                              |                              |
| 1940                         | 74                           |                              | −46,4%                       |
| 1950                         | 68                           |                              | −8,1%                        |
| 1960                         | 61                           |                              | −10,3%                       |
| 1970                         | 67                           |                              | 9,8%                         |
| 1980                         | 74                           |                              | 10,4%                        |
| 1991                         | 50                           |                              | −32,4%                       |
| 2000                         | 54                           |                              | 8,0%                         |
| 2010                         | 43                           |                              | −20,4%                       |
| Fonte: IBGE e Fundação SEADE |                              |                              |                              |

#### População urbana (Anhumas)
| Crescimento população urbana | Crescimento população urbana | Crescimento população urbana | Crescimento população urbana |
| Censo                        | Pop.                         |                              | %±                           |
| ---------------------------- | ---------------------------- | ---------------------------- | ---------------------------- |
| 1980                         | 242                          |                              | —                            |
| 1991                         | 524                          |                              | 116,5%                       |
| 2000                         | 908                          |                              | 73,3%                        |
| 2010                         | 1 106                        |                              | 21,8%                        |
| Fonte: IBGE e Fundação SEADE |                              |                              |                              |

Pelo Censo 2010 (IBGE) a população urbana total do distrito era de 1 149 habitantes.

#### População total
Pelo Censo 2010 (IBGE) a população total do distrito era de 2 365 habitantes, sendo 1 231 homens e 1 134 mulheres, possuindo um total de 1 100 domicílios particulares.

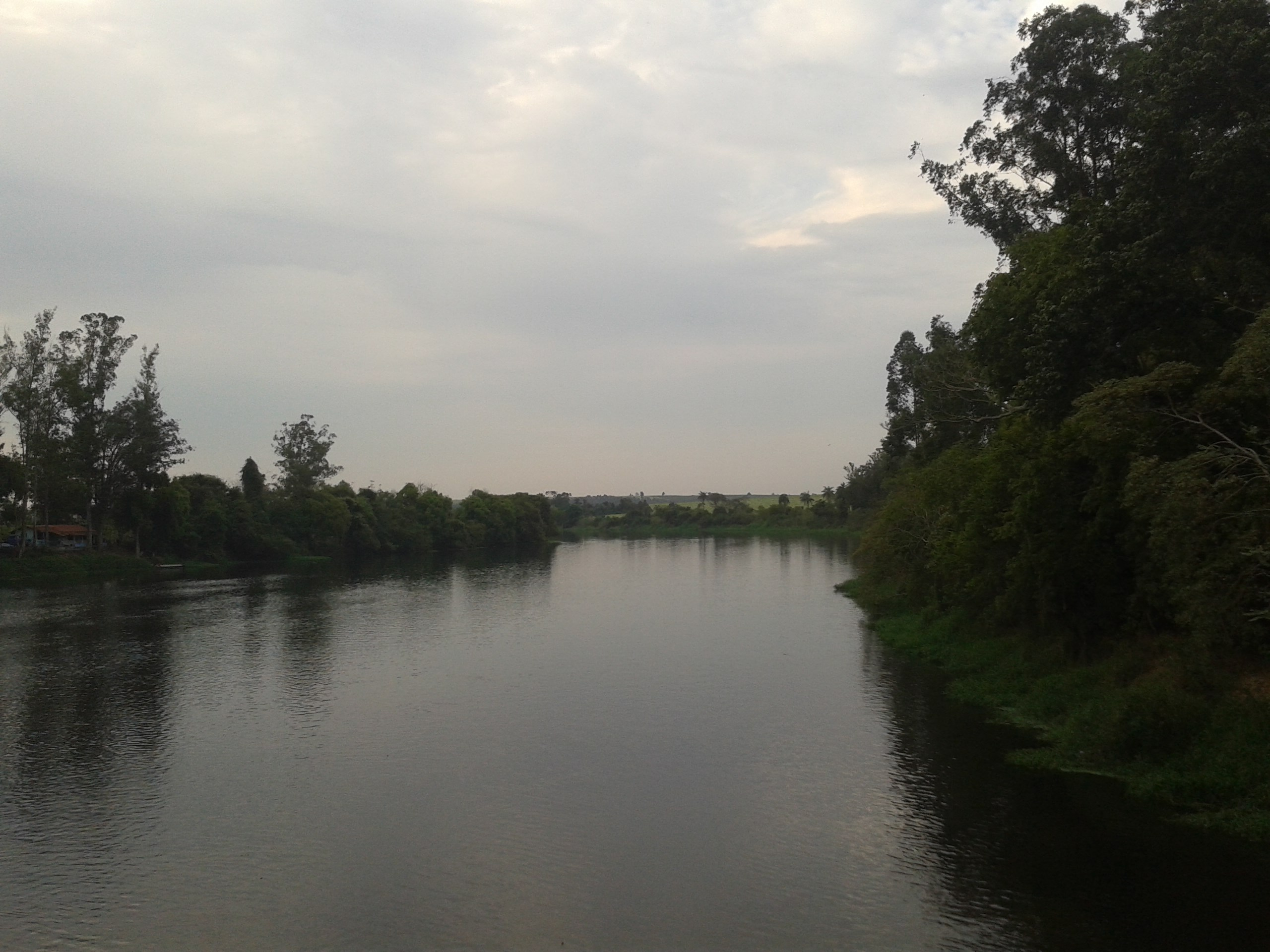
Rio Tietê em Anhumas.

### Área territorial
A área territorial do distrito é de 408,267 km².

### Rodovias
O principal acesso ao distrito é a Rodovia Samuel de Castro Neves (SP-147). Já o principal acesso à Anhumas é a Estrada Municipal PIR-260 “Luiz Dias Gonzaga”, que liga Piracicaba ao bairro.

### Hidrografia
- Rio Tietê
- Rio Piracicaba

## Serviços públicos

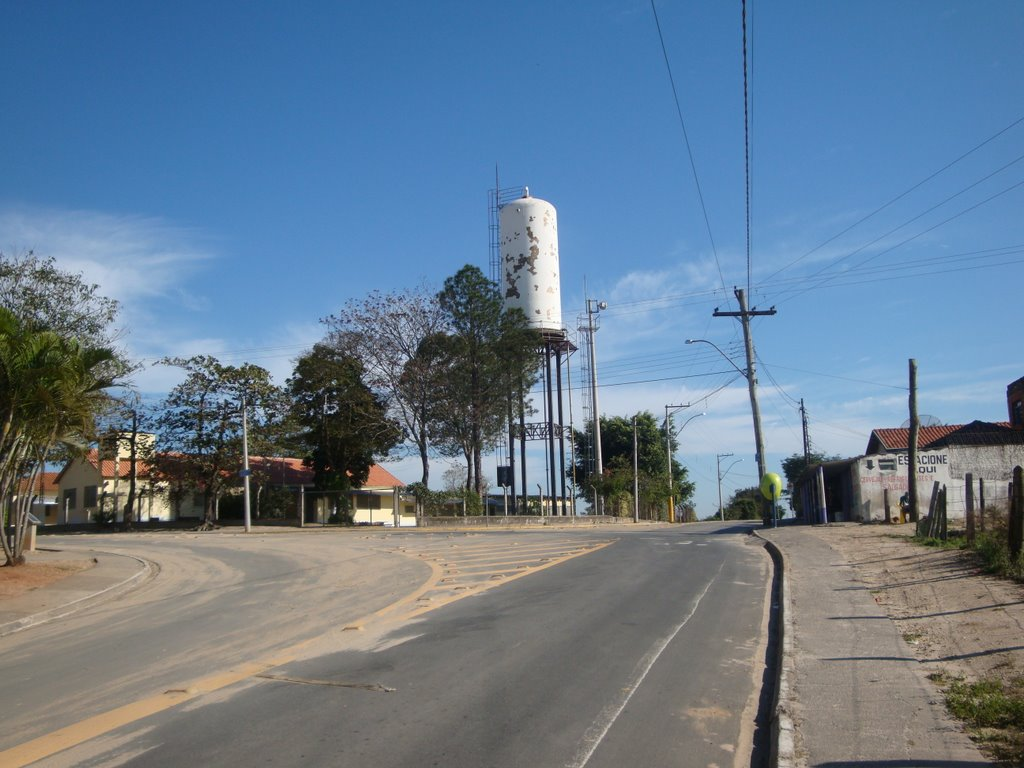
Aspecto local (Anhumas).

Em Ibitiruna há um campo de boche comunitário e um bar que é o ponto de encontro dos moradores nos finais de semana. Também possui posto de saúde, correio, escola e cemitério.

### Registro civil
Atualmente é feito na sede do município, pois o Cartório de Registro Civil das Pessoas Naturais do distrito foi extinto pela Resolução nº 1 de 29/12/1971 do Tribunal de Justiça do Estado de São Paulo, e seu acervo foi recolhido ao cartório do 1º subdistrito da sede do município de Piracicaba.

### Transportes
O distrito conta com uma linha de ônibus que sai do Terminal São Jorge em Piracicaba e tem seu ponto final em frente ao Bar de Ibitiruna. Essa linha possui cinco horários diários.

### Saneamento
O serviço de abastecimento de água é feito pelo Serviço Municipal de Água e Esgoto (SEMAE). 

### Energia
A responsável pelo abastecimento de energia elétrica é a CPFL Paulista, distribuidora do Grupo CPFL Energia.

### Telecomunicações
O distrito era atendido pela Telecomunicações de São Paulo (TELESP), que inaugurou a central telefônica utilizada até os dias atuais. Em 1998 esta empresa foi vendida para a Telefônica, que em 2012 adotou a marca Vivo para suas operações.

## Atrações turísticas

### Tanquã

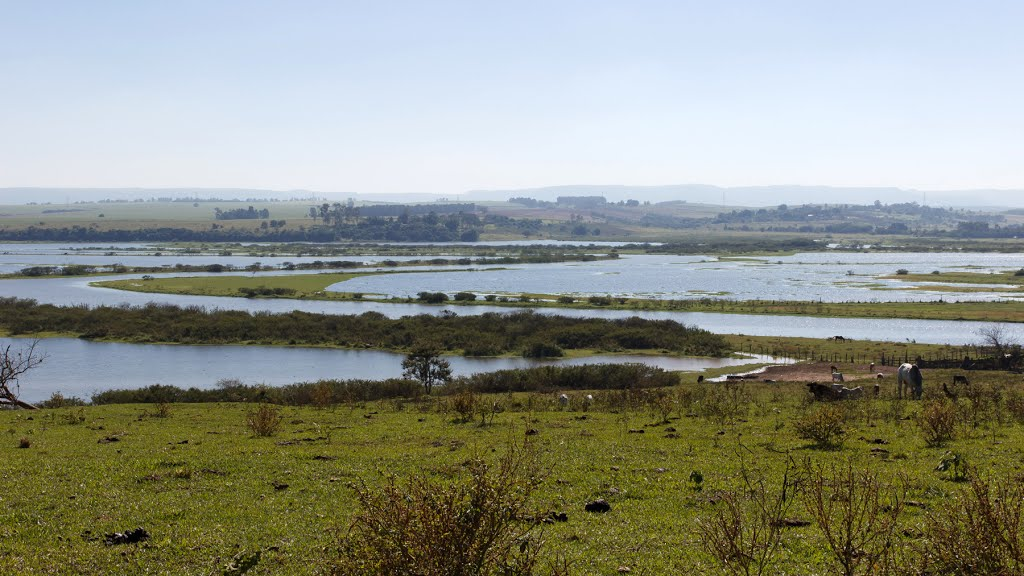
Tanquã.

Bairro rural e distante do centro de Piracicaba, conta com paisagem natural singular, conhecida como “Pantanal Piracicabano”, em função das espécies de flora e fauna distintas. As várzeas, que dão origem ao “Mini Pantanal Paulista”, são resultado da construção da barragem da Usina Hidrelétrica de Barra Bonita. O local é chamado de Mini Pantanal devido à semelhança com o Pantanal brasileiro.
As águas rasas e lentas atraem mais de 230 espécies de aves, das quais 19 estão ameaçadas de extinção. Abriga também mamíferos, répteis e anfíbios que perderam o habitat devido ao desmatamento da Mata Atlântica e do Cerrado. É uma área de refúgio para descanso, alimentação, abrigo e também um local para reprodução de aves migratórias. Este cenário coloca o Tanquã como local atrativo para observação de aves, pescaria e ponto turístico.

## Atividades econômicas
Ibitiruna tem como atividade principal a pecuária extensiva, praticada em latifúndio, sem maiores preocupações com a produtividade. Em Anhumas está localizada uma Estação Experimental da Escola Superior de Agricultura Luiz de Queiroz da USP.

## Religião

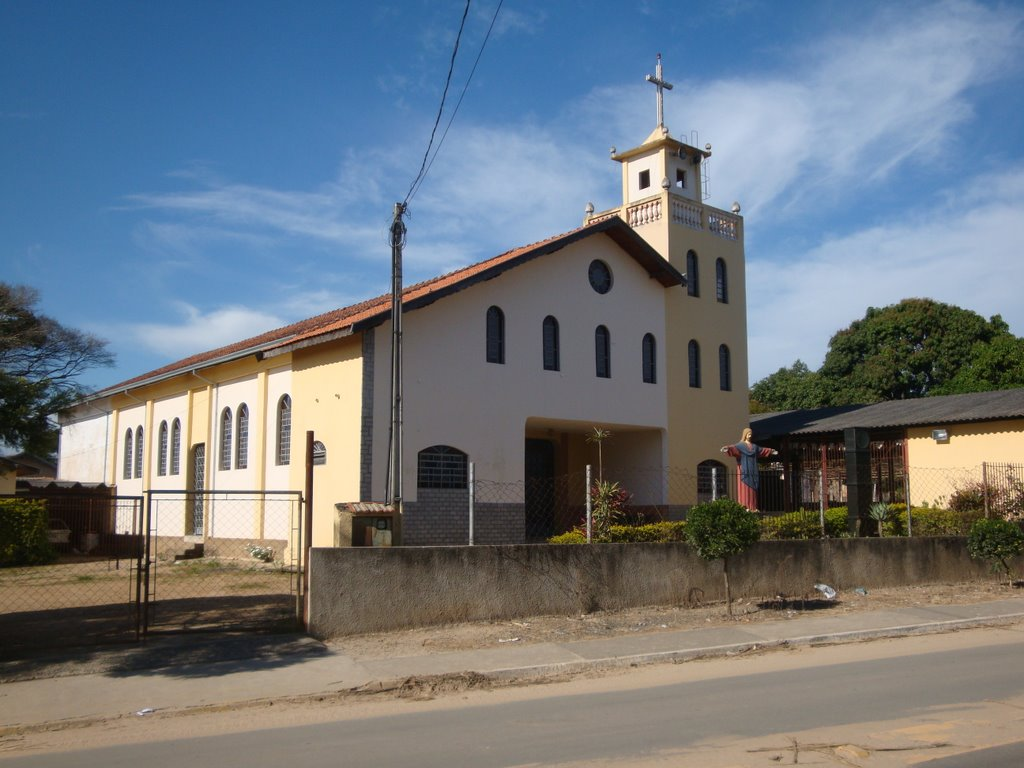
Capela em Anhumas.

O Cristianismo se faz presente no distrito da seguinte forma:

### Igreja Católica
As igrejas fazem parte da Diocese de Piracicaba:
- Capela Sagrado Coração de Jesus e São João Batista (Ibitiruna)[27]
- Capela Santa Cruz (Anhumas)[28]

### Igrejas Evangélicas
- Congregação Cristã no Brasil[29].